# Lithoprocris hamon
Lithoprocris hamon är en fjärilsart som beskrevs av Druce 1902. Lithoprocris hamon ingår i släktet Lithoprocris och familjen björnspinnare. Inga underarter finns listade i Catalogue of Life.